# ベルリン条約 (1728年)
ベルリン条約（ベルリンじょうやく、ドイツ語: Berliner Vertrag）は、1728年12月23日に締結された、プロイセン王フリードリヒ・ヴィルヘルム1世と神聖ローマ皇帝カール6世の間の条約。プロイセンは反オーストリア政策を完全に放棄した。

## 歴史
ベルリン条約において、プロイセンは1726年のヴスターハウゼン条約（Wusterhausener Vertrag）で確約した国事詔書の承認を再確認、皇帝はプロイセンのベルク公国への請求を認めた。しかし、皇帝は1728年8月にプファルツ＝ズルツバッハによるユーリヒ公国とベルク公国の継承権を承認していた。1738年には皇帝が英仏蘭と連合してフリードリヒ・ヴィルヘルム1世にベルク公国への請求を取り下げるよう要求、翌1739年にフランスと条約を締結してベルク公国をプファルツ＝ズルツバッハに与えた。
皇帝が繰り返して条約を破ったことでプロイセンは国事詔書の承認を取りやめ、プロイセン王フリードリヒ2世がカール6世の死後にベルク公国の代わりにシュレージエンの一部を要求する理由となった。